# Radan Voivoda, Varna
Radan Voivoda (în bulgară Радан Войвода) este un sat în comuna Vălci Dol, regiunea Varna,  Bulgaria. 

## Demografie
Componența etnică a satului Radan Voivoda
     Turci (79,01%)
     Nicio identificare (14,24%)
     Bulgari (5,95%)
     Romi (0,77%)
La recensământul din 2011, populația satului Radan Voivoda era de 386 locuitori. Din punct de vedere etnic, majoritatea locuitorilor (79,01%) erau turci, cu o minoritate de bulgari (5,95%). Pentru 14,24% din locuitori nu este cunoscută apartenența etnică.